# Johann Weishäupl

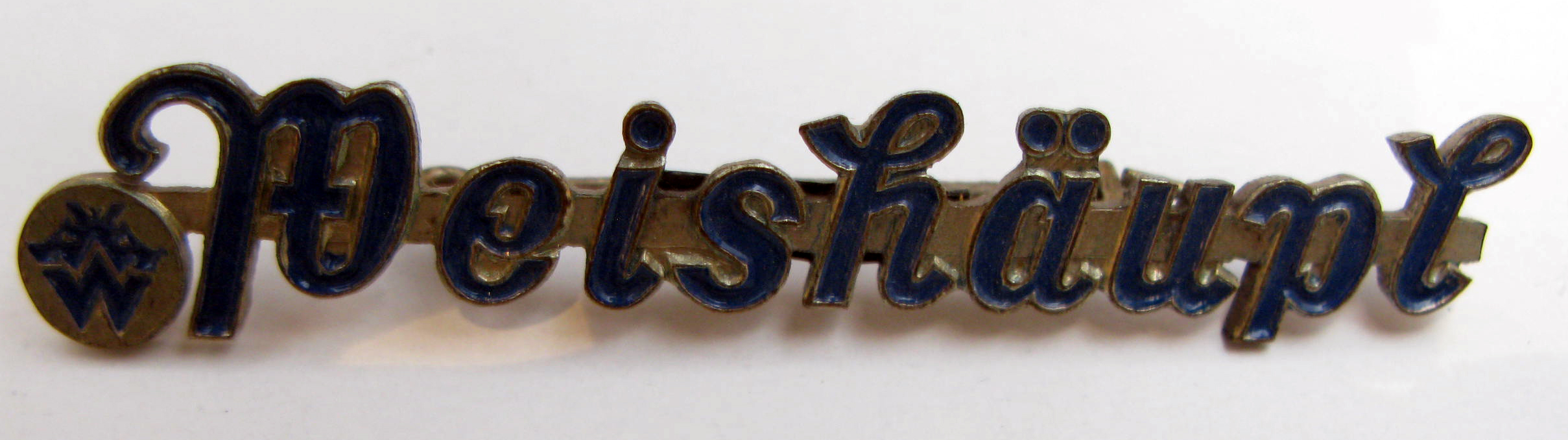
Anstecknadel der Johann Weishäupl, Fleisch- und Wurstwarenfabrik

Die Johann Weishäupl, Fleisch- und Wurstwarenfabrik war eine 1912 in Hannover gegründete Feinwurstwaren- und Fleischkonserven-Fabrik, die – ähnlich wie die Mitbewerberin Wurstfabrik Fritz Ahrberg – einen deutschlandweiten Versandhandel sowie ein Filialnetz betrieb und als GmbH 1984 geschlossen wurde.

## Geschichte

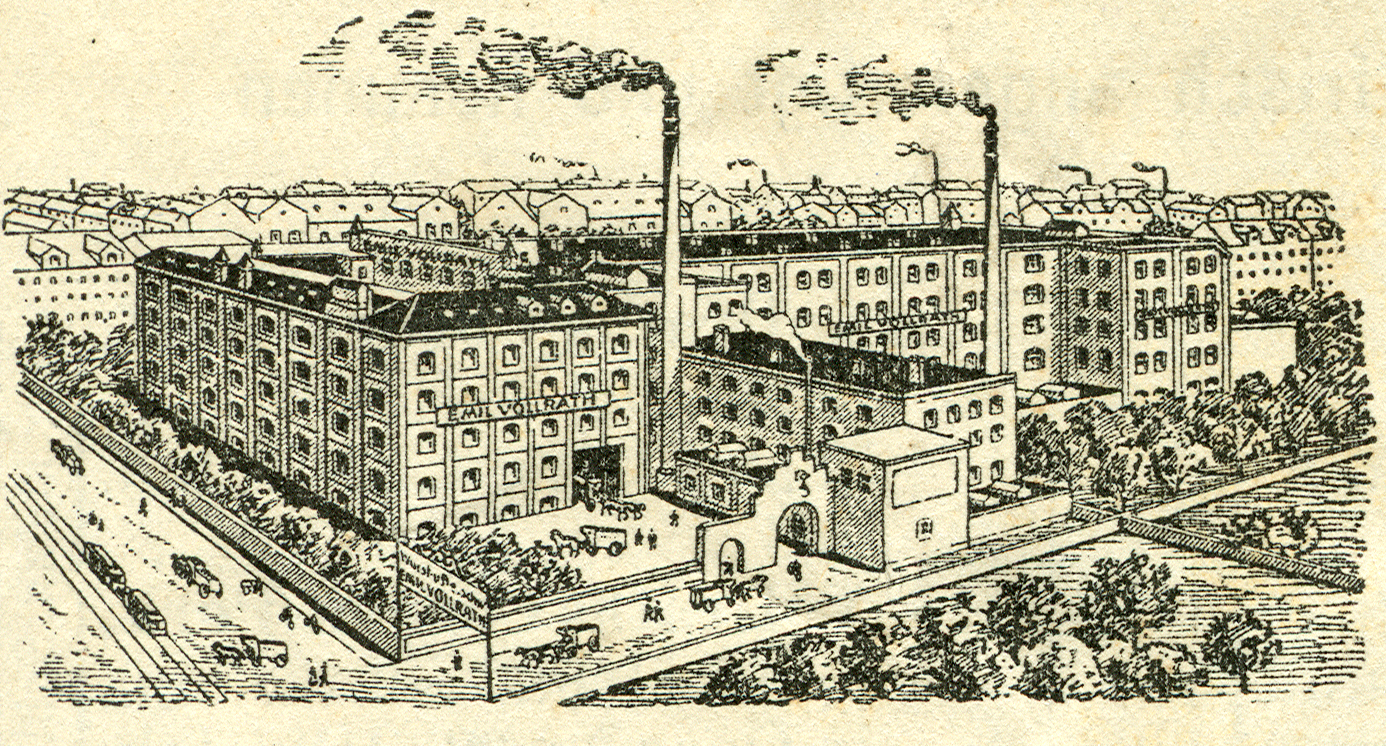
Vogelschau über die Fabrik Emil Vollrath, wo der Geselle Weishäupl seine Frau Elisabeth kennenlernte;
Holzstich eines Briefkopfes, um 1910

Der Ursprung des Unternehmens lag anfangs in der Biographie von Johann Weishäupl (* 23. Mai 1882 in Vohenstrauß/Oberpfalz; † 26. März 1946 in Hannover), dem Sohn eines Fleischermeisters. Nach seiner Lehre als Fleischer kam Weishäupl während seiner Wanderjahre nach Hannover und begann dort bei dem Fleischfabrikanten Emil Vollrath zu arbeiten, dem seinerzeit größten Unternehmen der Fleischbranche. In diesem Unternehmen lernte Vollrath auch seine Ehefrau Elisabeth (* 17. Januar 1884 in Lebus; † 16. Januar 1930 in Hannover) kennen, die am späteren Aufstieg der Firma Johann Weishäupl wesentlich beteiligt war.

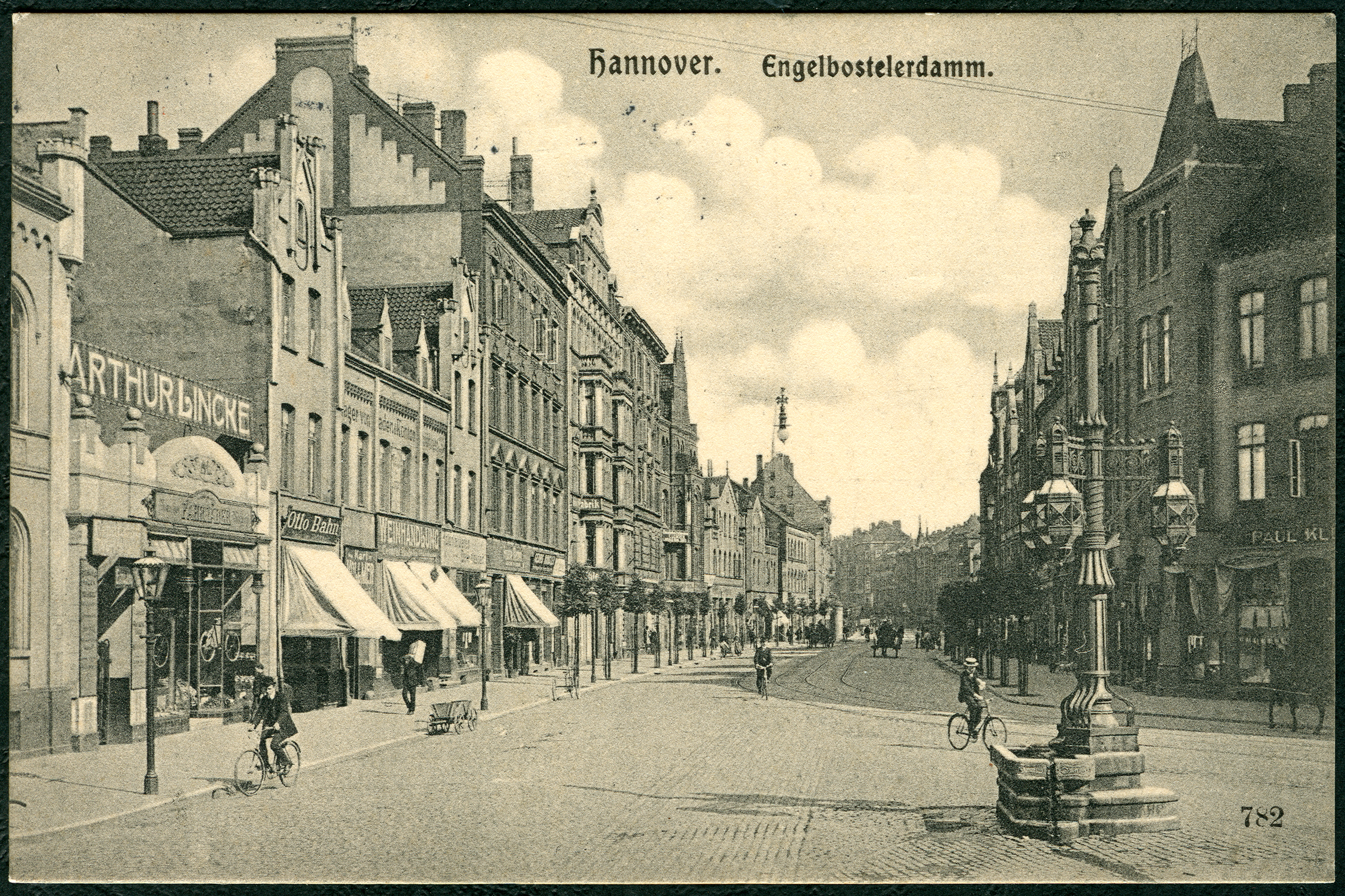
Blick von der Christuskirche in den Engelbosteler Damm, wo die Weishäupls ihr erstes Geschäft eröffneten;
Ansichtskarte Nr. 782, anonymer Fotograf, um 1900

Noch zur Zeit des deutschen Kaiserreichs eröffnete Weishäupl 1912 am Engelbosteler Damm in der Nordstadt von Hannover seine erste eigene Fleischerei, die er aufgrund steigender Nachfrage in größere Räumlichkeiten 1914 (dem Jahr des Beginns des Ersten Weltkrieges) an den Klagesmarkt 10 verlegte. Nach Ankauf eines Nachbargrundstückes an der Straße Nordfelder Reihe wurde das Geschäft zu einer Fabrik für feine Fleisch- und Wurstwaren ausgebaut, mit dem die Weishäupls ihren anfänglichen Handwerkerbetrieb dann zur Zeit der Weimarer Republik um das Versandgeschäft mit ersten Filialen aufbauten. Ein großer Verlust war der Tod von Weishäupls Ehefrau 1930, dennoch baute Johann Weishäupl das Filialnetz auf mehr als 45 Läden aus.
Der Zweite Weltkrieg mit seinen Luftangriffen auf Hannover zerstörte jedoch die meisten Filialen und beschädigte auch die Fabrik an der Nordfelder Reihe schwer.
Nach dem Kriegsende konnte anfangs nur behelfsmäßig produziert werden, zudem starb der Firmengründer im Frühjahr 1946. Dennoch wurden Fabrik- und Verwaltungsgebäude an der Nordfelder Reihe und auch das Stammhaus am Klagesmarkt wieder aufgebaut. Zum 50-jährigen Firmenjubiläum waren bereits wieder 36 Filialen in Hannover aufgebaut, darüber hinaus wurden Kunden in zahlreichen Städten des Bundesgebiets beliefert.
Der Schließung des Unternehmens 1984 gingen unwirtschaftliche Fertigungsmethoden voraus sowie Fehler des Managements.